# Karlo III., španjolski kralj
Karlo III. (Madrid, 20. siječnja 1716. — Madrid 14. prosinca 1788.). Kralj Napulja i Obiju Sicilija (1734. – 1759.) (vladao pod imenom Karlo VII.) i Španjolske (1759. – 1788.), iz kuće Burbonaca.
Bio je treći sin Filipa V., a prvi iz braka s njegovom drugom ženom Isabel de Farnesio. Bio je polubrat kralja Ferdinanda VI., kojeg je nasljedio na španjolskom prijestolju. Karlo je provodio obiteljsku politiku ponovnog jačanja španjolskog utjecaja u Italiji. Tako je od majke nasljedio vojvodstva Parme, Piacenze i Toskane (1731.). Nakon što je Filip V. osvojio Kraljevstvo Napulja i obiju Sicilija u okviru Rata za poljsku baštinu (1733. – 1735.), postao je kraljem osvojenog područja, s imenom Karlo VII. Sklopio je brak 1729. s Maríjom Amalijom od Saske, kćerkom Augusta III., vojvodom od Saske i Litve, kraljem Poljske.